# Bonneval (Eure-et-Loir)
Bonneval – miejscowość i gmina we Francji, w Regionie Centralnym, w departamencie Eure-et-Loir.
Według danych na rok 1990 gminę zamieszkiwało 4420 osób, a gęstość zaludnienia wynosiła 153 osoby/km² (wśród 1842 gmin Regionu Centralnego Bonneval plasuje się na 74. miejscu pod względem liczby ludności, natomiast pod względem powierzchni na miejscu 365.).